# سيلينيد الكادميوم
 سيلينيد الكادميوم مركب كيميائي له الصيغة CdSe، ويكون على شكل مسحوق بلوري بني.

## الخواص
- يتميز سيلينسد الكادميوم بخواصه شبه الموصلة، ووهو شفاف عند طيف تحت الأحمر.
- يوجد ثلاثة أشكال معروفة لسيلينيد الكادميوم إحداها على نمط الفورتزيت السداسي والأخرى على نمط الفاليريت المكعّب، أمّا الشكل الثالث فله بنية مماثلة لكلوريد الصوديوم. تكون البنية المماثلة لبنية السفاليريت غير ثابتة وتتحول إلى بنية الفورتزيت جرّاء التسخين، بحيث يبدأ التحول بداية من 130 °س، ويكون تمام التحول عند 700°س خلال يوم. أما البنية المماثلة لكلوريد الصوديوم فلا تلاحظ إلا عند ضغوط مرتفعة.[4]

## التحضير
يحضر سيلينيد الكادميوم بطريقتين مختلفتين. إحداها تتم عن طريق تحضير بلورات كاملة من CdSe بطريقة بريدجمان الشاقولية تحت ضغط عال Vertical Bridgman method، أو بطريقة الصهر النطاقي تحت ضغط عال أيضاً.
هنالك أيضاً العديد من الطرق لتحضير جسيمات نانوية من سيلينيد الكادميوم، من بينها الترسيب المحتجز في المحلول والاصطناع في وسط بنيوي والتحلل الحراري، بالإضافة إلى طرق كيميائية صوتية وإشعاعية أخرى. تجري عملية الترسيب المحتجز في المحلول arrested precipitation لتحضير CdSe وذلك بإضافة ألكيل الكادميوم و ثلاثي أوكتيل فوسفين السيلينيد (TOPSe) إلى وسط يحوي محل (مذيب) ساخن وذلك تحت شروط معينة:
Me2Cd + TOPSe → CdSe + (نواتج ثانوية).
تجري عملية التحضير في الوسط البنيوي structured media لسيلينيد الكادميوم وذلك في محاليل للبلورات السائلة أو المؤثرات السطحية، أما التحضير بطريقة التحلل الحراري فتتم عادة باستعمال رذاذ حاوي على طوالع مركبات متطايرة للكادميوم والسيلينيوم. يعرض هذا الرذاذ إلى درجات حرارة مرتفعة داخل فرن وبوجود غاز خامل.

## الاستخدامات
يعد سيلينيد الكادميوم شبه موصل سالب n-type مهم من النمط II-VI، وجرت عملية تشويب له بشبه موصل موجب p-type وذلك باستخدام تقنية تقيل الحزمة الجزيئية من مصدر بلازما للنتروجين. ويدخل CdSe في تركيب العديد من الأجهزة الإلكترونية البصرية وصمامات الليزر الثنائية و في تطبيقات طبية حيوية. كما يدخل في تركيب الخلاليا الشمسية عالية الكفاءة.
تعد تطبيقات الجسيمات النانوية لسيلينيد الكادميوم من أهم الاستخدامات لهذا المركب، حيث تمتلك الجسيمات ذات الأبعاد الأصغر من 100 نانومتر خاصية تدعى بالتقييد الكمومي، والتي تنتج عندما تحتجز إلكترونات المدة ضمن حيز صغير جداً، بالتالي فإن خواص المادة تتأثر بحجم الجسيمات النانوية لسيلينيد الكادميوم. من بين الخواص المتأثرة بحجم الجسيمات خاصة الفلورية، بالتالي فإن لها تطبيقات في الأجهزة البصرية مثل ليزر أشباه الموصلات، بحيث أصبح من الممكن الحصول على صمامات ثنائية تعطي الليزر مغطية قسماً كبيراً من الطيف الكهرومغناطيسي.
يجري حالياً تطوير هذه المواد من أجل استخدامها في تطبيقات التصوير الحيوي الطبي، وذلك نظراً لأن نسيج الخلايا البشري نفوذ بالنسبة لأشعة تحت الأحمر في المجال البعيد، بالتالي فإن زرع جسيمات نانوية من CdSe في الأنسجة المصابة قد يمكن من تصويرها.